# Wertschätzungskette
Dieser Artikel wurde aufgrund inhaltlicher und/oder formaler Mängel auf der Qualitätssicherungsseite des Portals Wirtschaft eingetragen. 
Du kannst helfen, indem du die dort genannten Mängel beseitigst oder dich an der Diskussion beteiligst.
Eine Wertschätzungskette ist ein Werkzeug, um die Wertschöpfungskette in Unternehmen qualitativ zu verbessern. Dabei wird die Wertschätzungskette über die Wertschöpfungskette gelegt. Wertschätzungsketten wurden von Ulrich Frey eingeführt und sollen zusammen mit dem Zugspitzmodell zur schnelleren und sicheren Umsetzung einer Innovation dienen.
Der Begriff der „Wertschätzungskette“ wird in zwei Dimensionen eingeführt: zum einen innerhalb des Unternehmens, ausgerichtet auf die Personen des Unternehmens. Zum anderen ausgerichtet auf die Prozesse des Unternehmens. Diese zweite Wertschätzungskette liegt oberhalb der bekannten Wertschöpfungskette und „zieht diese gewissermaßen nach oben“.
Dabei liegt eine Voraussetzung für die Installation von Wertschätzungsketten darin, der „Wertschätzung“ innerhalb des Unternehmens eine zentrale Rolle zu geben:
Der Wertschätzungsindikator dient als nachhaltige Unternehmenskennzahl und Controllingansatz. Der „Wertschätzungs-Performance-Index (WESPI)“ hat das Ziel, im Controlling etabliert zu werden und als Erfolgskennzahl (siehe Key Performance Indicator)  zu verwenden.
Der „Wertschätzungs-Index“ zeigt, wie nachhaltig ein Unternehmen im Bereich Selbstbild, Verbundenheit und Kommunikation aufgestellt ist und dient als Barometer des Unternehmens auch im Vergleich mit den Mitbewerbern. Eine Verbesserung des individuellen WESPI hat in der Regel positive Auswirkungen auf:
- Mitarbeiterfluktuation
- Kostenreagibilität im HR-Bereich
- Mitarbeiter-Krankenstand
- Produktivität
- Wirtschaftlichkeit
- Effektivität
- Qualitätsstandards
- Kundenbeziehungen
- Zahlungsmoral
- Bonität
- Erreichung der Unternehmensziele
- Außendarstellung des Unternehmens
- Empfehlungs- und Folgegeschäft